# Seznam dílů seriálu iCarly (2021)
Toto je seznam dílů seriálu iCarly. V Česku byl seriál uveden na službě SkyShowtime.

## Přehled řad
| Řada | Díly | Premiéra v USA  | Premiéra v USA    | Premiéra v ČR | Premiéra v ČR |
| Řada | Díly | První díl       | Poslední díl      | První díl     | Poslední díl  |
| ---- | ---- | --------------- | ----------------- | ------------- | ------------- |
| 1    | 13   | 17. června 2021 | 26. srpna 2021    | vysíláno      | vysíláno      |
| 2    | 10   | 8. dubna 2022   | 3. června 2022    | vysíláno      | vysíláno      |
| 3    | 10   | 1. června 2023  | 27. července 2023 | vysíláno      | vysíláno      |

## Seznam dílů

### První řada (2021)
| Č. v seriálu | Č. v řadě | Původní název                  | Český název                   | Režie                | Scénář                                   | Premiéra v USA    | Prod. kód |
| ------------ | --------- | ------------------------------ | ----------------------------- | -------------------- | ---------------------------------------- | ----------------- | --------- |
| 1            | 1         | iStart Over                    | iCarly začíná znovu           | Phill Lewis          | Jay Kogen a Ali Schouten                 | 17. června 2021   | 101       |
| 2            | 2         | iHate Carly                    | iCarly nenáviděná             | Jean Sagal           | Steve Armogida a Jim Armogida            | 17. června 2021   | 102       |
| 3            | 3         | iFauxpologize                  | iCarly se omlouvá za chybu    | Jean Sagal           | Nasser Samara                            | 17. června 2021   | 103       |
| 4            | 4         | iGot Your Back                 | iCarly ti kryje záda          | Phill Lewis          | Danny Fernandez                          | 24. června 2021   | 104       |
| 5            | 5         | iRobot Wedding                 | iCarly a robotí svatba        | Anthony Rich         | Kate Stayman-London                      | 1. července 2021  | 105       |
| 6            | 6         | iM Cursed                      | iCarly je prokletá            | Anthony Rich         | Clay Lapari                              | 8. července 2021  | 106       |
| 7            | 7         | iNeed Space                    | iCarly potřebuje prostor      | Anthony Rich         | Franchesca Ramsey                        | 15. července 2021 | 107       |
| 8            | 8         | iLove Gwen                     | iLove Gwen                    | Morenike Joela Evans | Korama Danquah                           | 22. července 2021 | 108       |
| 9            | 9         | iMLM                           | iCarly a pyramidový prodej    | Anthony Rich         | Esther Povitsky                          | 29. července 2021 | 109       |
| 10           | 10        | iTake A Girl's Trip            | iCarly a dívčí výlet          | Morenike Joela Evans | Sarah Jane Cunningham a Suzie V. Freeman | 5. srpna 2021     | 110       |
| 11           | 11        | iCan Fix It Myself             | iCarly to zvládá opravit sama | Nathan Kress         | Jordan Mitchell                          | 12. srpna 2021    | 111       |
| 12           | 12        | iThrow a Flawless Dinner Party | iCarly pořádá dokonalý banket | Phill Lewis          | Jacques Mouledoux                        | 19. srpna 2021    | 112       |
| 13           | 13        | iReturn to Webicon             | iCarly se vrací na Webicon    | Phill Lewis          | Ali Schouten                             | 26. srpna 2021    | 113       |

### Druhá řada (2022)
| Č. v seriálu | Č. v řadě | Původní název                          | Český název                             | Režie                | Scénář              | Premiéra v USA  | Prod. kód |
| ------------ | --------- | -------------------------------------- | --------------------------------------- | -------------------- | ------------------- | --------------- | --------- |
| 14           | 1         | iGuess Everyone Just Hates Me Now      | iCarly si myslí, že ji všichni nenávidí | Phill Lewis          | Ali Schouten        | 8. dubna 2022   | 201       |
| 15           | 2         | iObject, Lewbert!                      | iCarly má námitku!                      | Phill Lewis          | Danny Fernandez     | 8. dubna 2022   | 205       |
| 16           | 3         | i'M Wild and Crazy                     | iCarly divoká a šílená                  | Melissa Joan Hart    | Jonathan Fener      | 15. dubna 2022  | 202       |
| 17           | 4         | iHire a New Assistant                  | iCarly najímá nového asistenta          | Phill Lewis          | Heather Flanders    | 22. dubna 2022  | 203       |
| 18           | 5         | iCupid                                 | iCarly shání amorka                     | Anthony Rich         | Eliot Glazer        | 29. dubna 2022  | 204       |
| 19           | 6         | iBuild a Team                          | iCarly vede tým                         | Nathan Kress         | Michael Hobert      | 6. května 2022  | 206       |
| 20           | 7         | iDragged Him                           | iCarly přetahuje                        | Melissa Joan Hart    | Kate Stayman-London | 13. května 2022 | 207       |
| 21           | 8         | i'M a USA Bae                          | iCarly jako americký drahoušek          | Morenike Joela Evans | Clay Lapari         | 20. května 2022 | 208       |
| 22           | 9         | iHit Something                         | iCarly na něco narazí                   | Nathan Kress         | Korama Danquah      | 27. května 2022 | 209       |
| 23           | 10        | iThrow a Flawless Murder Mystery Party | iCarly pořádá večírek se záhadou        | Morenike Joela Evans | Jacques Mouledoux   | 3. června 2022  | 210       |

### Třetí řada (2023)
| Č. v seriálu | Č. v řadě | Původní název              | Český název                  | Režie                | Scénář                               | Premiéra v USA    | Prod. kód |
| ------------ | --------- | -------------------------- | ---------------------------- | -------------------- | ------------------------------------ | ----------------- | --------- |
| 24           | 1         | iBuckled                   | iBuckled                     | Phill Lewis          | Ali Schouten-Seeks                   | 1. června 2023    | 301       |
| 25           | 2         | iLove Your Shoes           | iMiluju tvé boty             | Phill Lewis          | Erica Montolfo-Bura                  | 1. června 2023    | 302       |
| 26           | 3         | iMake New Memories         | iVytváření nových vzpomínek  | Anthony Rich         | Kate Stayman-London                  | 8. června 2023    | 303       |
| 27           | 4         | iGo Public                 | iGo Public                   | Morenike Joela Evans | Dave Malkoff                         | 15. června 2023   | 304       |
| 28           | 5         | iFaked It                  | iZfalšoval to                | Nathan Kress         | Julia Ahumada Grob                   | 22. června 2023   | 305       |
| 29           | 6         | iReunited and It Felt Okay | iReunited a bylo to fajn     | Phill Lewis          | Eliot Glazer                         | 29. června 2023   | 306       |
| 30           | 7         | iGo to Toledo              | iGo do Toldea                | Nathan Kress         | Nasser Samara                        | 6. července 2023  | 307       |
| 31           | 8         | iCause a Cat-astrophe      | iZpůsobit kočičí katastrofu  | Jerry Trainor        | Harry Hannigan                       | 13. července 2023 | 308       |
| 32           | 9         | iCreate a New Ecosystem    | iVytvoření nového ekosystému | Phill Lewis          | Aydrea Walden                        | 20. července 2023 | 309       |
| 33           | 10        | iHave a Proposal           | iŽádost o ruku               | Phill Lewis          | Melanie Kirschbaum & Alexandra Decas | 27. července 2023 | 310       |